# Muraena augusti
Muraena augusti es una especie de morenas o peces anguiliformes que habita al norte del océano Atlántico oriental. Fue descrito por Johann Jakob Kaup en 1856, originalmente bajo el género Thyrsoidea. Es no-migratorio, y se puede encontrar a una profundidad de entre 0 y 250 metros, aunque más frecuentemente entre 0 y 50 metros.

## Galería de imágenes

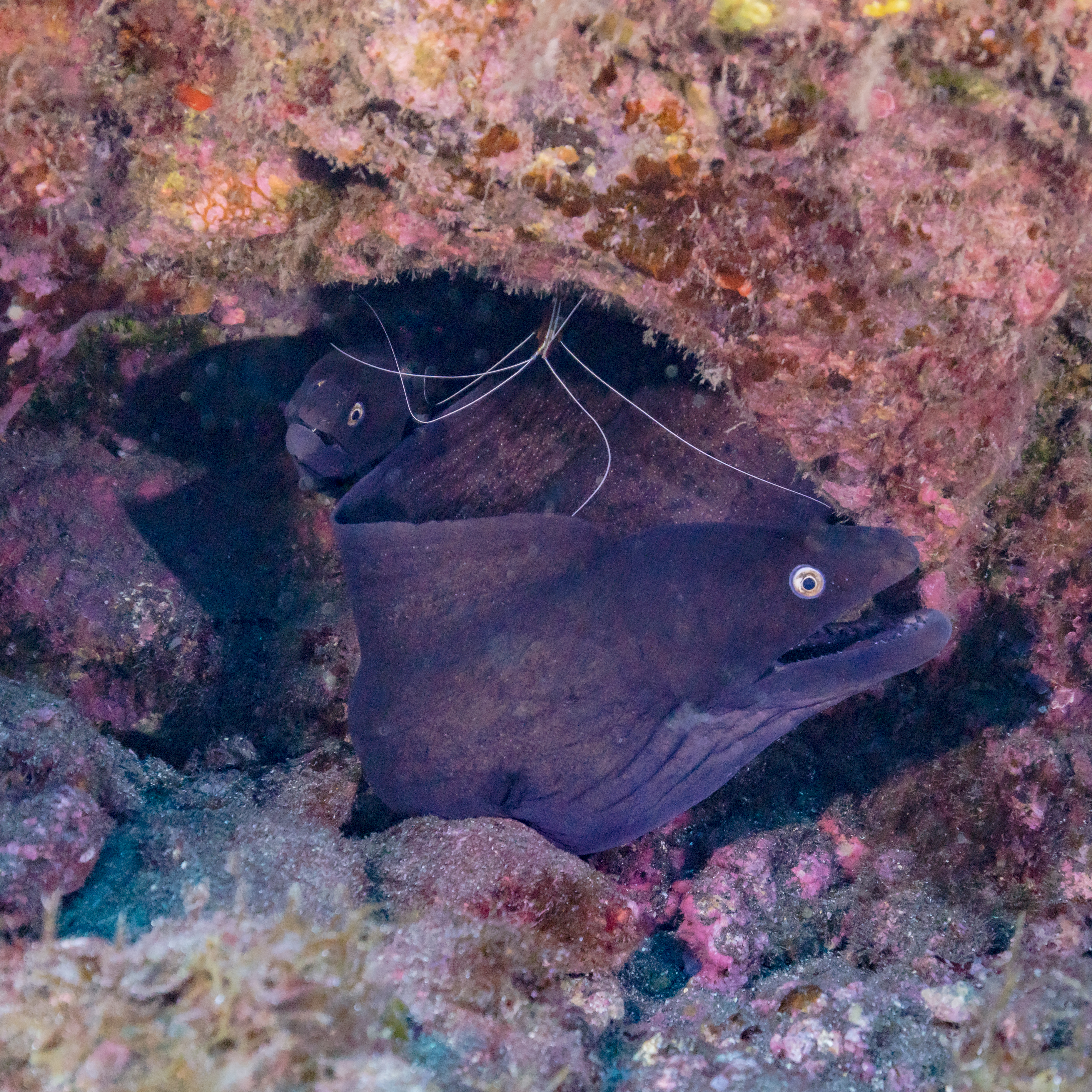
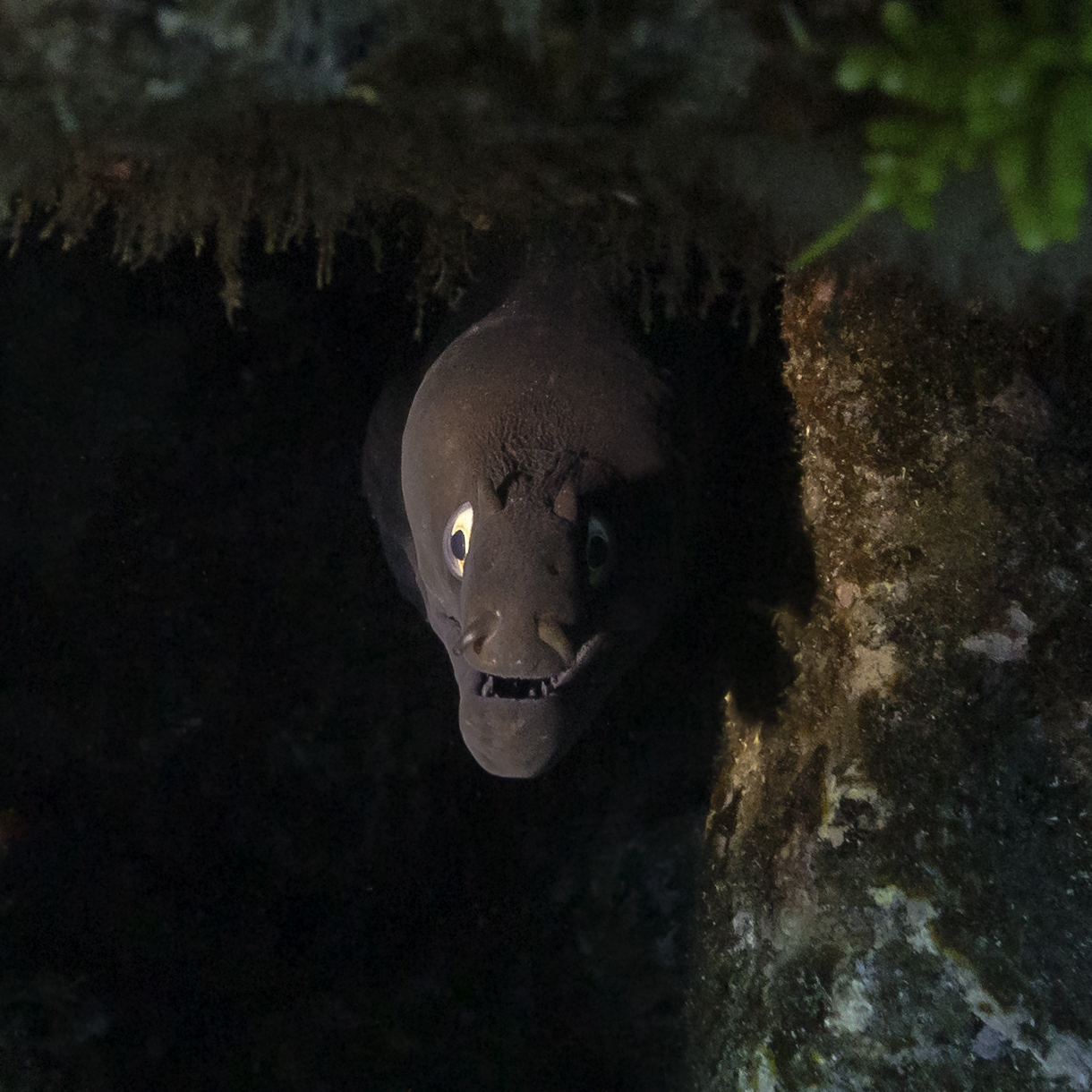
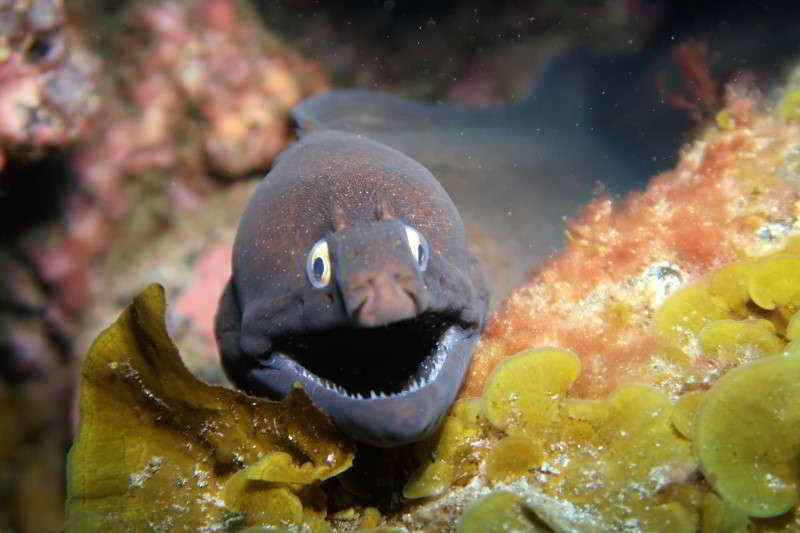
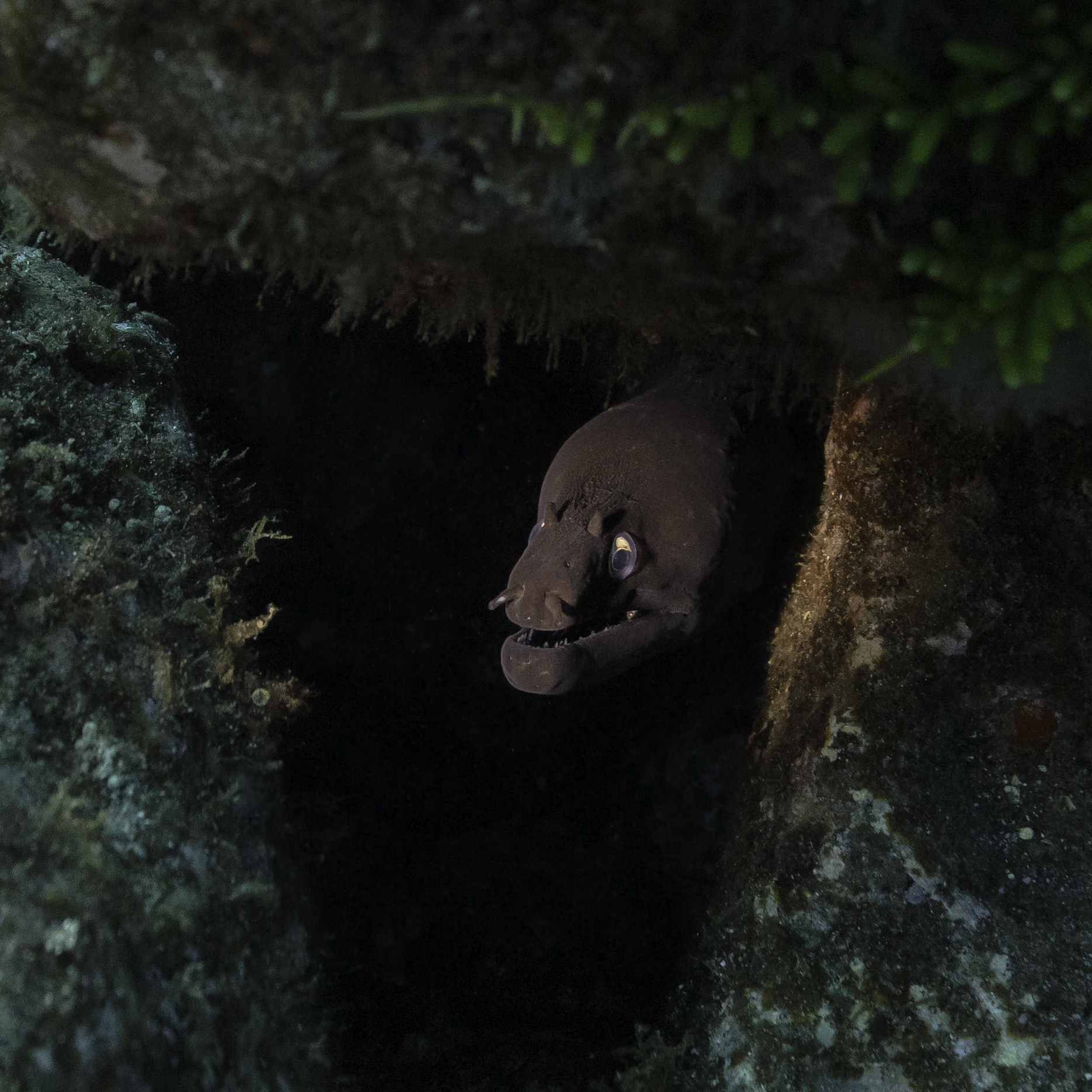
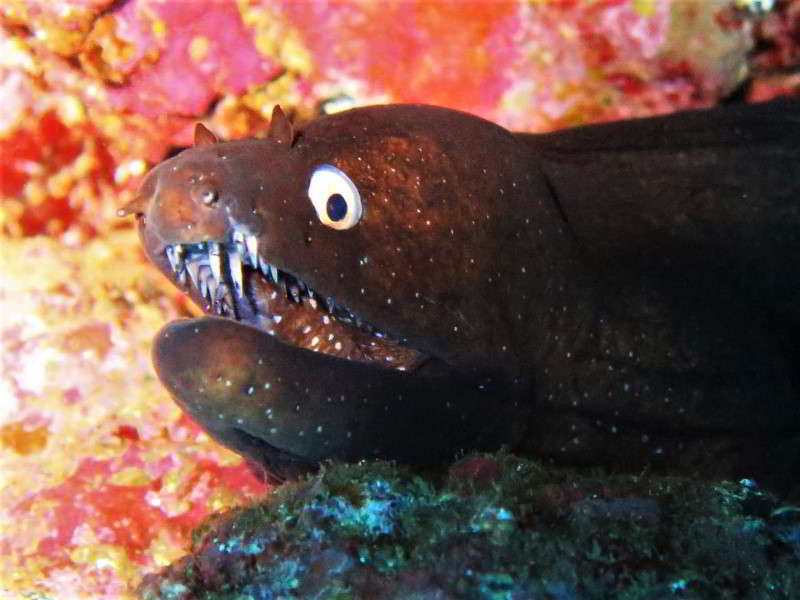